# Kary Mullis
Kary Banks Mullis, född 28 december 1944 i Lenoir i North Carolina, död 7 augusti 2019 i Newport Beach, Kalifornien,, var en amerikansk kemist. Mullis tilldelades, tillsammans med Michael Smith, Nobelpriset i kemi 1993 "för insatser för metodutvecklingen inom DNA-baserad kemi" och mer specifikt "för hans uppfinning av PCR-metoden (Polymerase Chain Reaction)".
PCR-metoden gör det möjligt att kopiera små mängder av DNA så att man får miljontals kopior av ett DNA-segment på några få timmar. Detta har revolutionerat biokemisk och genetisk forskning och möjliggjort nya diagnostiska metoder inom medicin och kriminalteknik.
1998 gav Mullis ut boken Dancing naked in the mind field (Kemist utan skyddsdräkt) som innehåller ett antal essäer om hans liv, arbete och åsikter. Där beskriver han bland annat sitt användande av hallucinogena droger och starka tvivel om kopplingen mellan HIV och AIDS, ämnen som han blivit starkt kritiserad för.